# Били Ајхнер
Били Ајхнер (енгл. Billy Eichner; Њујорк, 18. септембар 1978) амерички је комичар, глумац, продуцент и сценариста.

## Детињство и образовање
Рођен је у Квинсу у јеврејској породици. Син је Деби и Џеја Ајхнера. Има старијег полубрата. Године 2000. дипломирао је на Севернозападном универзитету.

## Приватни живот
Отворено се изјашњава као геј. Живи у Лос Анђелесу.

## Филмографија

### Филм
| Улоге Билија Ајхнера |                         |               |                          |          |
| Година               | Српски назив            | Изворни назив | Улога                    | Напомена |
| 2008.                | Вегас за двоје          |               | фронтмен групе           |          |
| 2014.                | Пингвини са Мадагаскара |               | њујоршки репортер (глас) |          |
| 2016.                |Angry Birds филм                    |               | Филип (глас)             |          |
| 2016.                | Лоше комшије 2          |               | Оливер Студебејкер       |          |
| 2019.                | Краљ лавова             |               | Тимон (глас)             |          |
| 2022.                | Буразери                |               | Боби Либер               |          |
| 2024.                | Муфаса: Краљ лавова     |               | Тимон (глас)             |          |

### Телевизија
| Улоге Билија Ајхнера |                                  |               |                        |            |
| Година               | Српски назив                     | Изворни назив | Улога                  | Напомена   |
| 2013—2015.           | Паркови и рекреација             |               | Крејг Мидлбрукс        | 17 епизода |
| 2013—2021.           | Бобови бургери                   |               | господин Амброз (глас) | 13 епизода |
| 2014.                | Нова девојка                     |               | Бари                   | 1 епизода  |
| 2017.                | Америчка хорор прича: Култ       |               | Харисон Вилтон         | 6 епизода  |
| 2017.                | Америчка хорор прича: Култ       | Текс Вотсон   | 1 епизода              |            |
| 2018.                | Руполова дрег трка               |               | себе                   | 1 епизода  |
| 2018.                | Америчка хорор прича: Апокалипса |               | Брок                   | 3 епизоде  |
| 2018.                | Америчка хорор прича: Апокалипса | Мат Натер     | 3 епизоде              |            |
| 2018.                | Симпсонови                       |               | Били (глас)            | 1 епизода  |
| 2018.                | Породични човек                  |               | себе (глас)            | 1 епизода  |
| 2021.                | Импичмент: Америчка крими прича  |               | Мет Драџ               | 3 епизоде  |
| 2021.                | Дикинсон                         |               | Волт Витман            | 1 епизода  |